# Francis Beltrán
Francis Beltrán Lebrón (nacido el 29 de noviembre de 1979 en Santo Domingo) es un lanzador relevista dominicano de Grandes Ligas que actualmente es miembro del equipo Orioles de Baltimore. Anteriormente jugó para los Cachorros de Chicago, Expos de Montreal y Tigres de Detroit.

## Carrera

### Chicago Cubs
Los Cachorros de Chicago firmaron a Beltrán como amateur en 1996 y lo asignaron a Arizona League Cubs, su filial de ligas menores en el nivel de novato. Beltrán pasó tres temporadas (1997-1999) con el equipo, con un récord combinado de 1-3, con una efectividad de 3.99 en 35 apariciones. A mediados de la temporada de 1999, los Cachorros lo promovieron al equipo Single-A, Eugene Emeralds. Allí, su efectividad se disparó a 8.36, y los Cachorros lo mantuvieron en Eugene Emeralds para la temporada 2000. La efectividad de Beltrán mejoró a 2.68, y los Cachorros lo promovieron al equipo Single-A, Lansing Lugnuts, donde se terminó con 1-1 con una efectividad de 9.86. En 2001, los Cachorros trasladaron a Beltrán al equipo Single-A, Daytona Cubs, donde terminó con 6-9 con una efectividad de 5.00. En noviembre de ese año, los Cachorros de Chicago mostraron su confianza en él añadiéndolo a su roster de 40 jugadores.
En 2002, los Cachorros promovieron a Beltrán al equipo Doble-A, West Tennessee Diamond Jaxx. Beltrán tuvo un buen comienzo, a finales de junio terminó con 1-2 con 12 salvamentos y una efectividad de 3.42. El 27 de junio, los Cachorros de Chicago llamaron a Beltrán para reemplazar a Jason Bere, quien había sido incluido en la lista de lesionados con una contusión en la rodilla derecha. Beltrán hizo su debut en Grandes Ligas el 28 de junio de 2002 en un partido interligas contra los rivales Medias Blancas de Chicago. Beltrán dio dos boletos en un tercio de entrada, pero no permitió carreras. En una segunda aparición el 1 de julio, Beltrán permitió una carrera en dos tercios de entrada y ponchó a uno. Al día siguiente, los Cachorros lo mandaron de vuelta a West Tennessee Diamond Jaxx para hacer espacio para el relevista Tom Gordon. En agosto, los Cachorros volvieron a llamar a Beltrán para reemplazar al relevista dominicano Juan Cruz quien había entrado en la lista de lesionados. Beltrán apareció en otros nueve juegos de los Cachorros, con una efectividad total de 7.50.
Los Cachorros invitaron a Beltrán para los entrenamientos de primavera en 2003, pero comenzó el año con el equipo de Triple-A, Iowa Cubs; la primera vez que jugó para ese equipo. Beltrán lanzó todo el año en Iowa, terminando con 6-2 con una efectividad de 2.96. Los Cachorros lo volvieron a llamar brevemente en junio después de que David Kelton fuera enviado al bullpen, pero fue reasignado de vuelta a Iowa Cubs antes de que hiciera su aparición. En julio, se habló de que Beltrán podría ser el jugador a ser nombrado más tarde, en un acuerdo entre el Cachorros y los Piratas de Pittsburgh en el que los Cachorros de Chicago enviaron a José Hernández y Matt Bruback a los Piratas a cambio de Kenny Lofton y Aramis Ramírez; finalmente los Piratas tomaron a Bobby Hill. La temporada de Beltrán terminó temprano debido a tendinitis en los bíceps, pero en la temporada baja jugó en la Serie del Caribe y fue nombrado MVP de la serie. Los Cachorros lo habían señalado como su futuro cerrador. Beltrán comenzó el año con Iowa después de un horrible desempeño eb los entrenamientos de primavera. Después de sólo algunas apariciones, sin embargo, los Cachorros de Chicago lo llamaron para sustituir a Andy Pratt, quien había decaído.
Beltrán hizo 35 apariciones con los Cachorros ese año, registrando una marca de 2-2 con una efectividad de 4.36. Ponchó a 40 bateadores en 35 entradas, aunque también permitió ocho jonrones, incluyendo uno de Richie Sexson en el Bank One Ballpark el 26 de abril de 2004. El 21 de julio de 2004, los Cachorros enviaron a Beltrán de regreso a Iowa y lo reemplazaron por Jon Leicester. Una semana más tarde, fue transferido a los Expos de Montreal como parte de un acuerdo de cuatro equipos que envió a Nomar Garciaparra a los Cachorros. Los Expos asignaron a Beltrán al equipo de Triple-A, Edmonton Trappers.

### Montreal Expos/Washington Nationals
Con los Edmonton Trappers, Beltrán trabajó como cerrador y salvó cinco juegos con una efectividad de 1.80. Los Expos llamaron a Beltrán a mediados de agosto, donde tuvo efectividad de 7.53 en 11 apariciones. Beltrán lanzó la última entrada del último partido jugado por los Expos, una derrota de 8-1 ante los Mets de Nueva York. Beltrán se quedó con los Expos, ya que se convirtieron en los Nacionales de Washington, pero se perdió toda la temporada 2005 debido a una cirugía en el codo. Se perdió gran parte de la temporada 2006, haciendo apariciones en 10 partidos con los Gulf Coast Nationals y New Orleans Zephyrs, y fue liberado a finales del año.

### Baltimore Orioles
En 2007, los Orioles de Baltimore firmaron a Beltrán con un contrato de ligas menores y lo enviaron al equipo de Triple-A, Norfolk Tides. Beltrán no recibió la llamada a Grandes Ligas y pasó todo el año en Norfolk, terminando con 2-9 con una efectividad de 4.70 y ocho salvamentos.

### Detroit Tigers
Los Tigres de Detroit lo invitaron a los entrenamientos de primavera de 2008. Al terminar los entrenamientos de primavera, Beltrán fue enviado al equipo de Triple-A, Toledo Mud Hens, pero fue llamado a filas casi inmediatamente después de que los Tigres recibieran la noticia de que el regreso del lesionado relevista Fernando Rodney al equipo se había retrasado (Rodney regresaría en junio). Beltrán hizo cinco apariciones con los Tigres, permitiendo cinco carreras en 4 innings y un tercio para una efectividad de 5.79. Los Tigres lo designaron para asignación, y después de permanecer en waivers regresó a Toledo. Fue llamado por Detroit el 13 de agosto, pero fue designado para asignación el 26 de agosto, y fue enviado a las menores al día siguiente. Detroit lo dejó libre al final de la temporada 2008.

### San Francisco Giants
En diciembre de 2008, Beltrán firmó un contrato de ligas menores con los Gigantes de San Francisco. Beltrán fue liberado por los Gigantes en abril de 2009.

### De regreso a Baltimore
El 15 de enero de 2012, Beltrán firmó un contrato de liga menor con los Orioles de Baltimore.